# Велика Британія на зимових Олімпійських іграх 1998
Велика Британія брала участь у Зимових Олімпійських іграх 1998 року у Наґано (Японія) увісімнадцяту, і завоювала одну бронзову медаль. Збірну країни представляли 34 спортсмени (27 чоловіків і 7 жінок).

## Бронза
- Бобслей, чоловіки — Шон Олссон, Дін Ворд, Кортні Рамболт і Пол Еттвуд.